# Tsutaya Jūzaburō
Tsutaya Jūzaburō (en japonés: 蔦屋 重三郎; 13 de febrero de 1750 - 31 de mayo de 1797) fue el fundador y jefe de la editorial Tsutaya en Edo, Japón, y produjo libros ilustrados y grabados en madera ukiyo-e de muchos de los artistas más famosos del período. El de Tsutaya es el nombre más recordado de todas las editoriales de ukiyo-e. También se le conoce como Tsuta-Jū y Jūzaburō I.
Tsutaya estableció su tienda en 1774 y comenzó publicando guías de los barrios de placer de Yoshiwara. En 1776 ya publicaba series impresas, y continuó editando algunos de los artistas más conocidos de finales del 1700. Es recordado principalmente por su asociación con Utamaro y como el único editor de Tōshūsai Sharaku. «Tsutaya» no es un apellido verdadero, sino un «nombre de tienda» yagō que se traduce como Ivy Shop. Usó un sello de hojas de hiedra bajo un monte Fuji estilizado como marca de editor.

## Vida y carrera
Se cree que el padre de Jūzaburō fue miembro del clan Maruyama y trabajador en Yoshiwara, el distrito del placer de Edo. Nacido el Yoshiwara, Jūzaburō fue adoptado por la familia Kitagawa y le dieron el nombre de «Tsutaya» por el nombre comercial de una de las casas de té de Kitagawa.
Tsutaya abrió su negocio editorial en Shinyoshiwara Gojukkendō Higashigawa en 1774 y comenzó a publicar con un volumen de ilustraciones de las  bellezas de Yoshiwara de Kitao Shigemasa llamado Hitome Senbon; las otras publicaciones tempranas de Tsutaya también fueron guías para los barrios del placer. Con el editor Urokogataya, Tsutaya co-publicó el Yoshiwara Saiken («Guía de Yoshiwara») alrededor de 1774–1775, y lo publicó en solitario desde 1776 hasta 1836, con ilustraciones de artistas como Katsukawa Shunsho. También desde 1776 Tsutaya comenzó a publicar libros de poesía haiku, libros de sharebon y libros de imágenes, y con el editor Nishimura Yohachi, Tsutaya co-publicó su primera serie de grabados: de Isoda Koryūsai Hinagata Wakana sin Hatsumoyō. Tsutaya no continuó con la serie, sin embargo, y Nishimura terminó de publicarla en solitario en 1781. Siete años después, comenzó a publicar kibyōshi del famoso escritor Hōseidō Kisanji , marcando el inicio de su popularidad y éxito. Pronto se expandió a libros de kyōka (poesía waka), y trasladó su negocio a Nihonbashi en 1783, uniéndose a las clases altas de los comerciantes de la ciudad de Edo. 

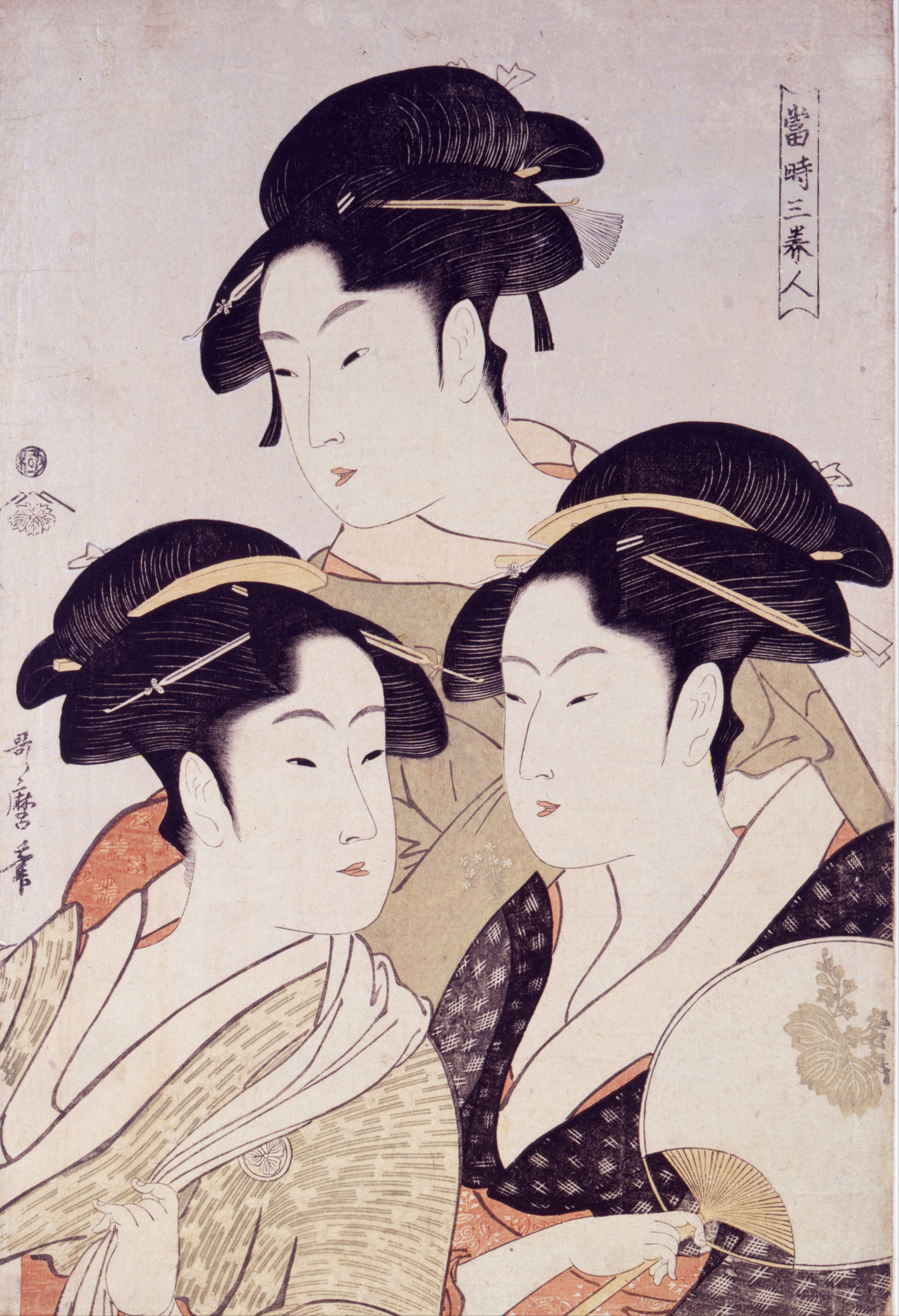
Toji san bijin (Tres bellezas de nuestros días) Bijin-ga, publicadas por Tsutaya Jūzaburō.(1793)

A lo largo del curso de su carrera, Tsutaya descubrió y ayudar a artistas y escritores como Utamaro, Tōshūsai Sharaku, Kyokutei Bakin, Jippensha Ikku, y Santo Kyoden, produciendo miles de grabados basados en los diseños de los artistas, imprimiendo libros de los escritores, fomentando estos talentos creativos y haciéndose patrocinador y mentor suyo. Aunque por entonces disfrutó de un gran éxito y beneficios para sus publicaciones, su fama actual viene más dada por su habilidad a descubrir y cultivar a grandes talentos. Sin su esfuerzo, muchos de los más famosos y dotados artistas y escritores de la época podrían no haber surgido nunca.
Las reformas Kansei, establecidas de 1787 al 1793 comportaron una censura estricta con multas. En 1791 Santo Kyoden fue puesto bajo arresto domiciliario con grilletes, y Tsutaya fue obligado a pagar una gran multa monetaria por publicar sus trabajos políticamente volátiles. Sin embargo, en un período de diez meses de 1794 a 1795, representaron la breve carrera del gran artista Tōshūsai Sharaku, todos los diseños fueron impresos por Tsutaya, que consiguieron un gran éxito y muchos beneficios en su momento. Mientras la identidad de Sharaku sigue siendo debatida, algunos estudiosos proclaman que él y Jūzaburō podían haber sido la misma persona, aunque esto es poco probable.
Jūzaburō murió en 1797 con 48 años. Algunas fuentes dicen que la causa fue el beriberi. Su negocio continuó bajo su secretario principal Yūsuke, quien tomó el nombre de Jūzaburō II; la producción se volvió esporádica a partir de la década de 1810 y parece haber cesado a principios de la década de 1850.

## Legado
Tsutaya es el más recordado editor de la imprenta ukiyo-e, en gran parte debido a su promoción de Utamaro y como único editor de Sharaku. Richard Lane lo llamó «el más grande de los editores de la imprenta».
Tsutaya era muy conocido por su poesía en kyōka, que escribió bajo el seudónimo de Tsuta no Karamaru. Alojó en su casa a escritores y artistas, entre ellos Kyokutei Bakin, Santo Kyoden, y Utamaro, el último de los cuales todavía vivía allí en el momento de la muerte de Tsutaya. Su retrato apareció en al menos cinco libros durante su vida, y su tienda apareció en 1799 en el Ehon Azuma Asobi de Hokusai («Libro ilustrado de los lugares de placer de la capital del este»). Su trabajo se encuentra en la colección de la Biblioteca Nacional de la Dieta.